# 明尼蘇達雌狐
明尼蘇達雌狐（英語：Minnesota Vixen）是一支位於美國明尼蘇達州的職業女子美式足球隊。球隊成立於1999年，是美國連續運營時間最長的女子美式足球隊。目前隸屬於女子足球聯盟（WFA）。

## 外部連結
- Minnesota Vixen website （页面存档备份，存于）